# Christian Feist
Christian Feist (ur. 18 kwietnia 1980 w Münster) – niemiecki aktor telewizyjny.

## Kariera
Urodził się w Münster. W latach 2004–2008 studiował aktorstwo w Wyższej Szkole Muzyki, Teatru i Mediów w Hanowerze. W latach 2007–2009 występował w Niedersächsische Staatstheater Hannover w Hanowerze. Grał także w Teatrze Miejskim w Münster i Teatrze Studio w Hanowerze.
W 2007 dostał swoją pierwszą rolę filmową w dokumentalnym serialu biograficznym ZDF Die Königskinder. W 2012 zagrał w produkcji ARD Zakazana miłość. Od czerwca 2013 do początku września 2014 wraz z Lizą Tzschirner grał główną rolę Leonarda Stahla w telenoweli Das Erste Burza uczuć.

## Życie prywatne
Zamieszkał w Kolonii. 24 maja 2008 zawarł związek małżeński z Mirjam Heimann, którą poznał w szkole teatralnej w 2004.

## Wybrana filmografia

### Filmy fabularne
- 2008: Ein paar Millimeter (film krótkometrażowy) jako żołnierz
- 2011: Danni Lowinski (TV) jako Arzt
- 2012: Wyścig

### Seriale TV
- 2010: Kobra – oddział specjalny – odc.: Tag der Finsternis jako Michael Saizew
- 2011: Heiter bis tödlich – Henker & Richter jako
- 2012: Zakazana miłość (Verbotene Liebe) jako Vincent Naumann
- 2010: Eine wie Keine
- 2011: Heiter bis tödlich
- 2012: Familie Undercover
- 2012: Ein Fall für die Anrheiner
- 2013: Kobra – oddział specjalny – odc.: Die Nachtreporterin jako Bastian Feldmann
- 2013-2017: Burza uczuć (Sturm der Liebe) jako Leonard Stahl
- 2015: SOKO Leipzig jako Salnik
- 2017: Heldt jako Braun